# کنجان چم
کنجان چم، روستایی از توابع بخش مرکزی شهرستان مهران در استان ایلام ایران است.جمعیت این روستا ۱۰ نفر میباشد.

## جمعیت
این روستا در دهستان محسن آب قرار دارد و براساس سرشماری مرکز آمار ایران در سال ۱۳۸۵، جمعیت آن زیر سه خانوار بوده‌است.